# فاليري ألكسيف
فاليري ألكسيف (بالروسية: Алексеев, Валерий Валентинович)‏ هو لاعب كرة قدم روسي في مركز الوسط، ولد في 16 فبراير 1979 في بسكوف في روسيا. لعب مع أنجي محج قلعة ودينامو مينسك.